# San Millán de la Cogolla
San Millán de la Cogolla és un municipi espanyol de la comunitat autònoma de La Rioja. Ubicat al peu de la serra de la Demanda (Sistema Ibèric) al vessant oriental que separa la meseta espanyola de la vall de l'Ebre, a 728 metres d'altitud. Es troba a la vora del riu Cárdenas.
Cal destacar-ne el Monestir de San Millán de la Cogolla, que va donar origen al poble, amb les dues seus: la més antiga, San Millán de Suso, habitat entre els segles VI i XI, al voltant de la tomba de Sant Emilià; i San Millán de Yuso, fundat en 1053, com a nova seu de la comunitat monàstica i habitat des d'aleshores.
En aquest darrer es troben les primeres mostres d'escriptura en castellà (o navarro-aragonès) i basc: les famoses Glosas Emilianenses.